# Temelucha concava
Temelucha concava är en stekelart som beskrevs av Dasch 1979. Temelucha concava ingår i släktet Temelucha och familjen brokparasitsteklar. Inga underarter finns listade i Catalogue of Life.